# Valses nobles et sentimentales (Ravel)
Valses nobles et sentimentales è una raccolta di otto valzer per pianoforte composti da Maurice Ravel nel 1911.

## Storia
Ravel compose all'inizio del 1911 una serie di otto valzer per pianoforte ispirandosi chiaramente a Franz Schubert, autore attorno al 1823-1824 di due raccolte di composizioni battezzate Valses sentimentales e Valses nobles. Ravel stesso disse: " Il titolo Valses nobles et sentimentales esprime a sufficienza la mia intenzione di comporre una sequenza di valzer sul modello di Schubert. Al virtuosismo su cui si fondava Gaspard de la nuit, segue una scrittura nettamente più tratteggiata, che indurisce le armonie e mette in luce i rilievi della musica". Ravel affidò a Durand il manoscritto per la pubblicazione che avvenne sempre nel 1911.
  La prima esecuzione ebbe luogo il 9 maggio 1911 nel corso di una serata organizzata dalla Société Musicale Indépendante alla Salle Gaveau a Parigi; l'interprete fu Louis Aubert, al quale peraltro Ravel aveva dedicato la composizione. La Société aveva preso l'iniziativa di proporre nuove composizioni senza indicare il nome dell'autore. Il pubblico non gradì la musica, troppo diversa dalle aspettative, e si espresse con fischi esagerati. Ravel, seduto in platea, in incognito, si divertì nel vedere alcuni convinti sostenitori della sua musica farsi beffe "di quei valzer aciduli e sghembi"; egli per di più aveva un vicino che fischiava a più non posso; il compositore, con grande spirito, mostrò all'uomo una chiave insegnandogli a soffiarvi attraverso ottenendo così un fischio fortissimo.. In seguito a questo episodio Ravel appose ironicamente sulla partitura delle Valses una frase di Henri de Régnier: "Le plaisir délicieux et toujours nouveau d'une occupation inutile" (Il piacere delizioso e sempre nuovo di un'occupazione inutile)
L'anno successivo Ravel pubblicò la trascrizione per orchestra delle Valses pensata inizialmente per un'azione coreografica di cui il soggetto e lo scenario furono scritti dall'autore stesso. Nacque un balletto intitolato Adélaïde, ou le langage des fleurs (Adelaide, o il linguaggio dei fiori) rappresentato al Théâtre du Châtelet di Parigi il 22 aprile 1912 con la coreografia di Ivan Clustine, le scene e i costumi di Jacques Drésa; l'Orchestre Lamoureux era diretta dallo stesso Ravel, nel ruolo di Adélaïde si esibì Natalija Trouhanova. La partitura del balletto era uguale a quella sinfonica che fu presentata in prima esecuzione il 15 febbraio 1912 al Casino di Parigi con la direzione di Pierre Monteux. 

## Struttura
- 1. Modéré - très franc (Sol maggiore)
- 2. Assez lent - avec une expression intense (Sol minore)
- 3. Modéré (Mi minore)
- 4. Assez animé (La bemolle maggiore)
- 5. Presque lent - dans un sentiment intime (Mi maggiore)
- 6. Vif (Do maggiore)
- 7. Moins vif (Do maggiore/La maggiore)
- 8. Épilogue. Lent (Sol maggiore)

## Analisi
Ognuno degli otto brani costituisce un'interpretazione particolare del valzer viennese di cui Ravel stravolge gli stereotipi tradizionali, in particolare la linearità del caratteristico tempo ternario con sovrapposizioni ritmiche ambigue. Scrive Restagno che l'intenzione di Ravel in questi pezzi è "quella di intaccare il cliché del valzer" e il musicista attua questo proposito proprio sulla figura ritmica caratteristica del 3/4; sposta gli accenti, affida alla mano sinistra la parte tematica e alla destra quella di accompagnamento, sovrappone ritmi ternari e binari.
 Dopo la scrittura virtuosistica di Gaspard de la nuit, le Valses indicano la volontà dell'autore, come egli stesso ha detto, di realizzare una semplificazione nella sua opera pianistica creando, però, al tempo stesso, una nuova armonia, più aspra anche se lineare, dagli inusutati accostamenti politonali. La melodia caratteristica dei valzer viene qui però solo accennata, frantumata ed è priva di qualsiasi abbellimento.
 La struttura formale dei valzer è relativamente semplice, essendo fondamentalmente costruita su due temi che si alternano; l'ottavo brano, Épilogue, è come un compendio dei temi presenti nei valzer precedenti che appaiono e scompaiono fino a dissolversi. È inoltre da rimarcare come il settimo pezzo, Moins vif, con la sua vorticosa accentuazione ritmica, preannunci sensibilmente La valse che Ravel scriverà circa dieci anni dopo.
Gli otto valzer sono stati scritti per essere eseguiti in sequenza, quasi senza soluzione di continuità (esecuzione che sarà poi della versione orchestrale); non avrebbe senso estrapolarne uno per eseguirlo singolarmente; i brani sono come otto momenti diversi che si legano con frammenti presenti sempre da un pezzo all'altro, come fossero anelli di una catena che uniti gli uni agli altri ripropongono continue sollecitazioni.